# Cypripedium fasciolatum
Cypripedium fasciolatum är en orkidéart som beskrevs av Adrien René Franchet. Cypripedium fasciolatum ingår i släktet guckuskor, och familjen orkidéer. IUCN kategoriserar arten globalt som starkt hotad. Inga underarter finns listade i Catalogue of Life.